# Laurent Monsengwo Pasinya
Laurent Monsengwo Pasinya (Mongobele, Bandundu, 7 de octubre de 1939-París, 11 de julio de 2021) fue un religioso católico congoleño, arzobispo de Kinshasa, y primado de la República Democrática del Congo desde su nombramiento por el papa Benedicto XVI en 2007. Fue nombrado cardenal en 2010.

## Estudios
Monsengwo Pasinya nació en Mongobele, diócesis de Inongo. Pertenece a una de las familias reales de Basakata, su segundo nombre, Monsengwo, significa «sobrino del jefe tradicional».
Realizó sus primeros estudios eclesiásticos en el seminario menor de Bokoro y los terminó en el seminario mayor de Kabwe, donde estudió filosofía. Fue enviado a Roma para asistir a la Universidad Pontificia Urbaniana, y el Pontificio Instituto Bíblico. También estudió en el Pontificio Instituto Bíblico de Jerusalén, donde fue galardonado con un doctorado en estudios bíblicos. Fue el primer africano en obtener dicho doctorado. Allí estudió bajo el tutelaje de Carlo María Martini, futuro cardenal. Fue ordenado sacerdote el 21 de diciembre de 1963 en Roma. Después de su ordenación realizó su trabajo pastoral y se desempeñó como miembro del profesorado de la Facultad de Teología de Kinshasa durante varios años. Se desempeñó como secretario general de la Conferencia Episcopal del Congo desde 1976 hasta 1980.

## Episcopado
El papa Juan Pablo II lo nombró Obispo titular de Acque Nuove di Proconsulare y Obispo auxiliar de Kisangani el 13 de febrero de 1980. Fue consagrado el 4 de mayo de 1980 en Kinshasa, al aire libre, por el papa Juan Pablo II, con la asistencia de Agnelo Rossi, el Cardenal Prefecto de la Congregación para la Evangelización de los Pueblos y Albert-Joseph Malula, arzobispo de Kinshasa. Se desempeñó como presidente de la Conferencia Episcopal del Congo, en 1980 y nuevamente en 1992. Fue nombrado Arzobispo Metropolitano de Kisangani el 1 de septiembre de 1988. Cuando el dictador Mobutu Sese Seko estaba perdiendo el control del poder a mediados de la década de 1990, el país necesitaba de alguien con una integridad intachable para manejar la transición. Monsengwo Pasinya, fue designado como presidente de la Conferencia Nacional Soberana en 1991, presidente del Consejo Superior de la República en 1992 y representante de un Parlamento de transición en 1994. Fue ampliamente visto como un defensor de los derechos humanos, de la paz y el diálogo. Ha servido como copresidente de Pax Christi, un movimiento católico por la paz, desde el 3 de noviembre de 2007. Fue trasladado a la sede metropolitana de Kinshasa por el papa Benedicto XVI el 6 de diciembre de 2007, tras la muerte del cardenal Frédéric Etsou Nzabi Bamungwabi en enero de 2007. Ha continuado elevando su voz en defensa de los derechos humanos, la justicia y la paz.
El 20 de noviembre de 2010 el papa Benedicto XVI lo nombró cardenal de Santa María Regina Pacis en Ostia Mare.
En diciembre de 2010, el papa Benedicto XVI lo nombró miembro de la Congregación para la Educación Católica, el 10 de diciembre de 2011, miembro del Consejo Pontificio para la Cultura, el 29 de diciembre de 2011, miembro del Consejo Pontificio para las Comunicaciones Sociales, y el 5 de marzo de 2012, miembro de la Congregación para la Evangelización de los Pueblos.
Fue elegido para predicar los ejercicios espirituales de la Cuaresma al papa Benedicto XVI y a la Curia romana en 2012.
Participó en el cónclave de 2013 en el que fue elegido el papa Francisco.
Fue uno de los ocho cardenales elegidos por el papa Francisco para conformar el Consejo de Cardenales que busca ayudarle en el gobierno de la Iglesia y a reformar la Curia Romana.
El 22 de noviembre de 2016 fue confirmado como miembro del Pontificio Consejo de la Cultura usque ad octogesimum annum.

## Muerte
El cardenal Laurent Monsengwo Pasinya murió en Francia el 11 de julio de 2021 a la edad de 81 años.Una semana antes Laurent Monsengwo fue trasladado a Francia por una enfermedad no diagnosticada.